# Eckhard Schleifenbaum
Eckhard Schleifenbaum (* 18. Januar 1939 in Siegen; † 13. Dezember 1981 ebenda) war ein deutscher Politiker (FDP) und Unternehmer.

## Leben und Arbeit

### Ausbildung und Beruf
Eckhard Schleifenbaum wurde als zweites von drei Kindern des Unternehmers Ernst Schleifenbaum und seiner Frau Elfriede Boetticher geboren; er hatte einen Bruder und zwei Schwestern. Er besuchte das Städtische Jungengymnasium in Siegen, an dem er 1958 das Abitur ablegte. Nach einer kaufmännischen Lehre in Düsseldorf, Neunkirchen/Saar und Köln, begann er das Studium der Wirtschaftswissenschaft an der Universität Köln, das er 1963 mit dem Diplom abschloss. In den folgenden Jahren war er Steuerassistent und ab 1966 Geschäftsführer der Siegener Industrie- und Handels-GmbH und Siegener Eisenhandlung GmbH.

### Familie
Schleifenbaum war seit 1964 mit der Krankengymnastin Christa Pick verheiratet. Aus der Ehe gingen zwei Töchter hervor. Er war begeisterter Reiter, interessierte sich für Fotografie und Völkerkunde, und sprach fließend Englisch und Französisch. Er starb 42-jährig an Leukämie.

### Politische Arbeit
Über den Liberalen Studentenbund und die Jungdemokraten kam der 22-Jährige zur FDP, in die er am 23. April 1961 eintrat; er wurde Landesvorstandsmitglied der Deutschen Jungdemokraten (DJD). 1972 bis 1974 war er stellvertretender Vorsitzender und 1974 bis 1980 Kreisvorsitzender der FDP im Kreis Siegen-Wittgenstein und 1975 stellvertretender Landrat im Kreis Siegen. Von 1975 bis 1976 (7. Wahlperiode) und 1979 bis Oktober 1980 (8. Wahlperiode) war Schleifenbaum Mitglied des Deutschen Bundestages; 1974 bis 1976 und 1978 bis 1980 war er stellvertretender und ab 1980 Bezirksvorsitzender von Westfalen-West und Mitglied des Landesvorstandes Nordrhein-Westfalen sowie seit 1978 stellvertretender Vorsitzender (Europabeauftragter) des Landesfachausschusses Außen- und Europapolitik. Schleifenbaums politische Themen waren Finanzen und Europapolitik.